# Yves-Marie Destriché
Yves-Marie Destriché (26 janvier 1750, Château-Gontier - 19 janvier 1817, Château-Gontier), est un homme politique français.

## Biographie
Il est en 1789, orfèvre à Château-Gontier. Il est maire de cette ville, le 22 novembre 1790.
Dès 1791, la municipalité inspirée par le maire,  Yves-Marie Destriché, et par le procureur fiscal, Habert, est réprimée par l'administration centrale par ses actes jugés d'une insubordination indécente aux pouvoirs constitués.
Destitué de nouveau, le 8 novembre 1791, le maire défend toutes les assemblées religieuses, emprisonne les prêtres. Il reprend ses fonctions, le 9 janvier 1792.
Le 7 septembre 1792, aux Élections législatives de 1792, il est élu député suppléant de la Mayenne à la Convention. Il est appelé à siéger en vertu de l'article 1er de la loi du 7 ventôse an III (25 février 1795) et du tirage au sort destiné à compléter la Convention, opéré le 5 floréal an III (24 avril 1795).
Aux Élections législatives de 1795, il est envoyé par le département de la Mayenne au Conseil des Anciens, où il fait partie de plusieurs commissions. En pluviôse an VI, il est nommé secrétaire de l'Assemblée, et en sort le 1er prairial de la même année. Il revient à Château-Gontier.

## Sources partielles
- « Yves-Marie Destriché », dans Adolphe Robert et Gaston Cougny, Dictionnaire des parlementaires français, Edgar Bourloton, 1889-1891 [détail de l’édition]
- « Yves-Marie Destriché », dans Alphonse-Victor Angot et Ferdinand Gaugain, Dictionnaire historique, topographique et biographique de la Mayenne, Laval, A. Goupil, 1900-1910 [détail des éditions] (BNF 34106789, présentation en ligne)